# 2263 Shaanxi
2263 Shaanxi (1978 UW1) là một tiểu hành tinh vành đai chính.